# Joseph Fargis
Joseph Halpin Fargis IV, detto Joe (New York, 2 aprile 1948), è un cavaliere statunitense.

## Palmarès
Olimpiadi
- 3 medaglie:
  - 2 ori (salto ostacoli individuale a Los Angeles 1984, salto ostacoli a squadre a Los Angeles 1984)
  - 1 argento (salto ostacoli a squadre a Seul 1988).